# Monopis monachella
Monopis monachella là một loài bướm đêm thuộc họ Tineidae. Loài này phân bố phổ biến tại lục địa Á-Âu, châu Phi, Ấn Độ, Sri Lanka, Myanmar, Sumatra, Java, Philippines, Đài Loan, Nhật Bản, Đảo New Guinea, Samoa, Bắc Mỹ và Nam Mỹ.
Sải cánh của bướm trưởng thành dài từ 12–20 mm. Con trưởng thành có chu kì mọc cánh từ tháng 4 đến tháng 9. Ấu trùng của loài này ăn xác động vật phân hủy.

## Hình ảnh

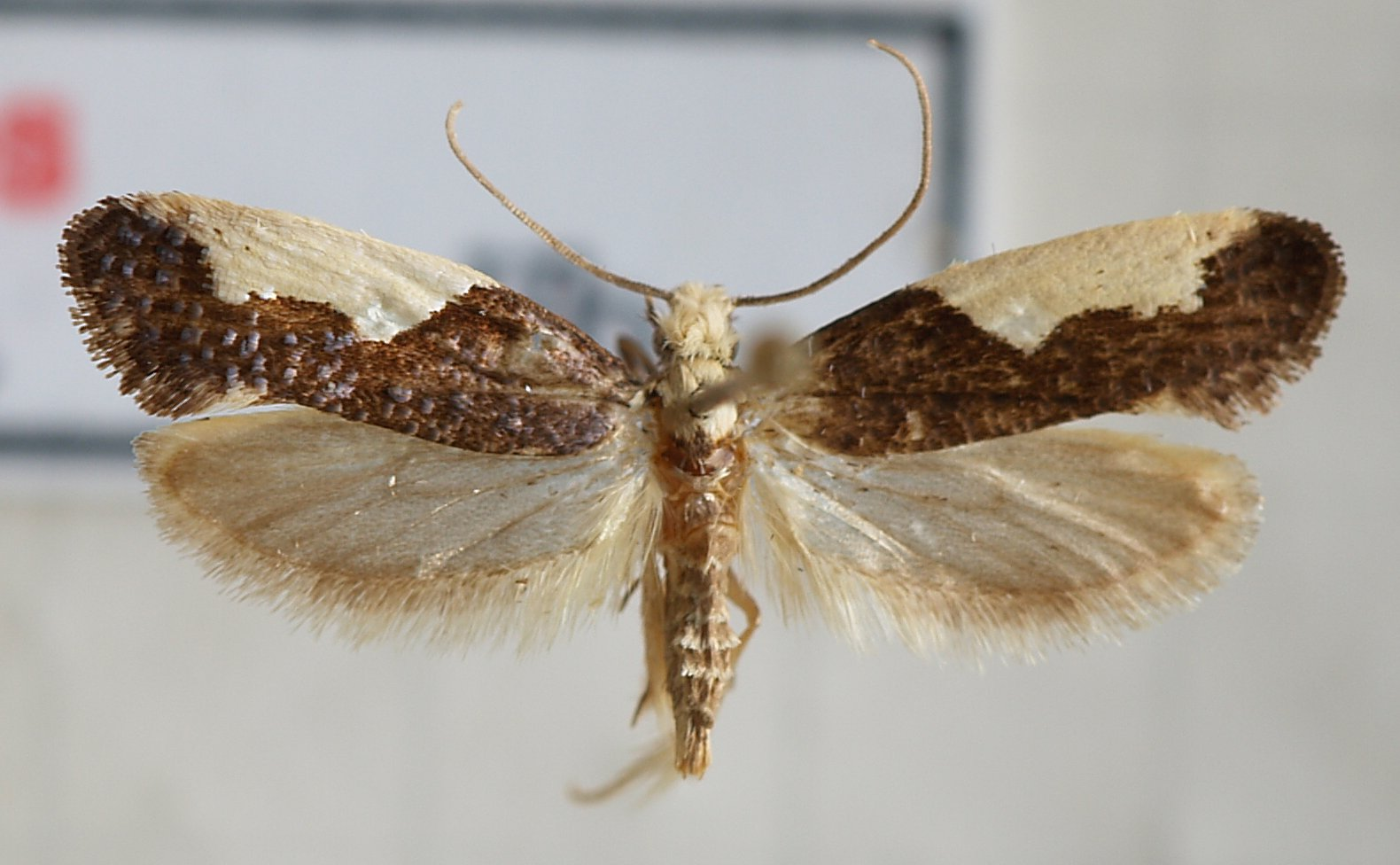